# Министр здравоохранения и социальных служб США
Министр здравоохранения и социальных служб США (англ. United States Secretary of Health and Human Services) — глава министерства здравоохранения и социальных служб США. Входит в Кабинет президента США. Кандидатуры на должность министра утверждает Сенат США, где они должны пройти через Комитет Сената США по вопросам здравоохранения, образования, труда и пенсий и Комитет Сената США по финансам, обладающей юрисдикцией в бесплатной медицинской помощи и медпомощи.
До 1980 года этой должности соответствовала должность министра здравоохранения, образования и социального обеспечения; в 1980 году тогдашнее министерство здравоохранения, образования и социального обеспечения было переименовано в министерство здравоохранения и социальных служб, а образовательные функции были переданы новому ведомству — Министерство образования США. Патриция Харрис возглавляла министерство и до, и после переименования. С февраля 2025 года пост министра здравоохранения и социальных служб занимает Роберт Кеннеди-младший.

## Обязанности
Обязанности министра вращаются вокруг человеческих условий и проблем в США. Это включает в себя консультирование президентом на вопросы здоровья, социального обеспечения и программы гарантированного дохода. Он стремится управлять отделом здравоохранения и социальных служб для выполнения утверждённых программ и ознакомления общественности из объективного департамента.
После террористических атак 11 сентября важное значение также обрела деятельность министра в вопросах касающихся войны против терроризма для обеспечения скоординированной работы здравоохранения и социальных служб в подобных экстренных ситуациях.

## Министры здравоохранения, образования и благосостояния
| №  | Имя               | Портрет       | Штат        | Начало срока    | Конец срока     | Президент        |
| -- | ----------------- | ------------- | ----------- | --------------- | --------------- | ---------------- |
| 1  | Овета Калп Хобби  |               | Техас       | 11 апреля 1953  | 31 июля 1955    | Дуайт Эйзенхауэр |
| 2  | Марион Фолсом     |               | Нью-Йорк    | 2 августа 1955  | 31 июля 1958    | Дуайт Эйзенхауэр |
| 3  | Артур Флемминг    |               | Огайо       | 1 августа 1958  | 19 января 1961  | Дуайт Эйзенхауэр |
| 4  | Абрахам Рибикофф  |               | Коннектикут | 21 января 1961  | 13 июля 1962    | Джон Кеннеди     |
| 5  | Энтони Селебриззи |               | Огайо       | 31 июля 1962    | 17 августа 1965 | Джон Кеннеди     |
| 5  | Линдон Джонсон    |               | Огайо       | 31 июля 1962    | 17 августа 1965 |                  |
| 6  | Джон Гарднер      |               | Нью-Йорк    | 18 августа 1965 | 1 марта 1968    |                  |
| 7  | Вилбур Коэн       |               | Мэриленд    | 16 мая 1968     | 20 января 1969  |                  |
| 8  | Роберт Финч       |               | Калифорния  | 21 января 1969  | 23 июня 1970    | Ричард Никсон    |
| 9  | Элиот Ричардсон   |               | Массачусетс | 24 июня 1970    | 29 января 1973  | Ричард Никсон    |
| 10 | Каспар Уайнбергер |               | Калифорния  | 12 февраля 1973 | 8 августа 1975  | Ричард Никсон    |
| 10 | Каспар Уайнбергер | Джеральд Форд | Калифорния  | 12 февраля 1973 | 8 августа 1975  |                  |
| 11 | Дэвид Метьюс      |               | Алабама     | 8 августа 1975  | 20 января 1977  |                  |
| 12 | Джозеф Калифано   |               | Вашингтон   | 25 января 1977  | 3 августа 1979  | Джимми Картер    |
| 13 | Патриция Харрис   |               | Вашингтон   | з августа 1979  | 20 января 1980  | Джимми Картер    |

### Министры здравоохранения и социальных служб
| №   | Имя                    | Портрет | Штат           | Начало срока     | Конец срока      | Президент      |
| --- | ---------------------- | ------- | -------------- | ---------------- | ---------------- | -------------- |
| 13. | Патриция Харрис        |         | Вашингтон      | 3 августа 1979   | 20 января 1981   | Джимми Картер  |
| 14. | Ричард Швайкер         |         | Пенсильвания   | 22 января 1981   | 3 февраля 1983   | Рональд Рейган |
| 15. | Маргарет Хеклер        |         | Массачусетс    | 9 марта 1983     | 13 декабря 1985  | Рональд Рейган |
| 16. | Отис Боуэн             |         | Индиана        | 13 декабря 1985  | 20 января 1989   | Рональд Рейган |
| 17. | Льюис Салливан         |         | Джорджия       | 1 марта 1989     | 20 января 1993   | Джордж Буш     |
| 18. | Донна Шалейла          |         | Висконсин      | 22 января 1993   | 20 января 2001   | Билл Клинтон   |
| 19. | Томми Томпсон          |         | Висконсин      | 2 февраля 2001   | 26 января 2005   | Джордж Буш     |
| 20. | Майк Ливитт            |         | Юта            | 26 января 2005   | 20 января 2009   | Джордж Буш     |
| 21. | Кэтлин Сибелиус        |         | Канзас         | 28 апреля 2009   | 9 июня 2014      | Барак Обама    |
| 22. | Сильвия Мэтьюс Бёруэлл |         | Округ Колумбия | 9 июня 2014      | 20 января 2017   | Барак Обама    |
| -   | Норрис Кохран (и. о.)  |         |                | 20 января 2017   | 10 февраля 2017  | Дональд Трамп  |
| 23. | Том Прайс              |         | Джорджия       | 10 февраля 2017  | 29 сентября 2017 | Дональд Трамп  |
| -   | Дон Райт (и. о.)       |         | Вирджиния      | 29 сентября 2017 | 10 октября 2017  | Дональд Трамп  |
| -   | Эрик Харган (и. о.)    |         | Иллинойс       | 10 октября 2017  | 29 января 2018   | Дональд Трамп  |
| 24. | Алекс Азар             |         | Индиана        | 29 января 2018   | 20 января 2021   | Дональд Трамп  |
| -   | Норрис Кохран (и. о.)  |         | Флорида        | 20 января 2021   | 19 марта 2021    | Джо Байден     |
| 25. | Хавьер Бесерра         |         | Калифорния     | 19 марта 2021    | 20 января 2025   | Джо Байден     |
| -   | Дороти Финк (и. о.)    |         | Пенсильвания   | 20 января 2025   | 13 февраля 2025  | Дональд Трамп  |
| 26. | Роберт Кеннеди-младший |         | Калифорния     | 13 февраля 2025  |                  | Дональд Трамп  |